# Juris utriusque kandidat
Juris utriusque kandidat (jur.utr.kand.) var en äldre svensk akademisk examen vid juridisk fakultet. Examensbenämningen betyder på latin "kandidat i de båda rätterna", vilket anspelar på romersk rätt och kanonisk rätt. Vid svenska lärosäten övergick man efter reformationen alltmer till att studera den inhemska rätten. I senare tid var det således fråga om romersk och svensk rätt. Examensbenämningen avskaffades 1904.